# Ophiorrhiza debruynii
Ophiorrhiza debruynii är en måreväxtart som beskrevs av Theodoric Valeton. Ophiorrhiza debruynii ingår i släktet Ophiorrhiza och familjen måreväxter. Inga underarter finns listade i Catalogue of Life.